# Arikara Indijanci
Arikara (Sahnish, Ricaras, Black Pawnees) je sjevernoameričko indijansko pleme porodice Caddoan, naseljeno u ranom 19. stoljeću na gornjem Missouriju u Sjevernoj Dakoti. Prvi izvještaji o Arikara Indijancima dolaze nam iz ranih 1700.-tih godina kada ih nekoliko tisuća živi u selima duž Missourija u Južnoj Dakoti, konstantno se krečući uzvodno. Dolaskom 19. stoljeća Arikare počinju gubiti na populaciji, a prije odlaska na rezervat pridružili su plemenima Mandan i Hidatsa, članovima grupe Siouan u Sjevernoj Dakoti, na rijeci Missouri. Otuda su ova tri plemena prebačena na rezervat Fort Berthold, gdje s njima žive u konfederaciji pod imenom Three Affiliated Tribes, često skraćeno nazivana i MHA Nation.

## Ime
Ime Arikara označava 'rogove' (='horns), i vezano je uz njihov stari običaj nošenja kose s umetnutim komadima kostiju u obliku roga, sa svake strane kreste. Ovo dolazi od 'ariki' = 'horn' + suffix ra, koji označava množinu. Istog porijekla je i ime njihovih prvih srodnika Pawnee Indijanaca, koje je došlo od 'pariki', vidi Pawnee. Arikara bijahu poznati i kao Black Pawnee (=Crni Poni) jer su porijeklom od Pawnee Indijanaca. Ovaj naziv spominje Gallatin. Nazivani su i sličnim varijantama imena:  Ricaras i Ree (skraćeno). Sami sebe nazivaju Sahnish ili Sanish (='person'). Indijanci Hidatsa nazivali su ih A da ka' da ho.

## Jezik
Jezik arikara član je skupine pawnee, porodice Caddoan.

## Lokalne grupe
Arikare, drži Swanton, porijeklom su od Skidi Pawnee Indijanaca. Gilmore (1927) drži da su Arikara bili konfederacija malenih plemena od kojih su 4 bila veća i sastojala se od po nekoliko manjih skupina. Prema njemu to su bili:
- Awahu ili Left Behind, udruženi s Hokat i Scirihauk.
- Hukawirat ili Huawirate (they came from the East), udruženi s Warihka i Nakarik.
- Tukatuk ili Tuhkatakux (Village Against a-Hill), s Tsininatak i Witauk.
- Tukstanu Tuhkasthanu (Buffalo Sod Village), s Nakanusts i Nisapst.

### Kompletan popis
|    | Španjolci (1790) 7 'nacija' | Tabeau (1803-4) 10 sela | Murie (1903) 8 bandi                                       | Curtis (1909) 10 bandi              | Gilmore (1920) 12 sela            | Parks (1970)                                   |
| -- | --------------------------- | ----------------------- | ---------------------------------------------------------- | ----------------------------------- | --------------------------------- | ---------------------------------------------- |
| 1  | Astaray                     | Rhtarahé                | /                                                          | Ḣtadhahé 'Concave foot'             | /                                 | AxtáRAhi                                       |
| 2  | Aquajere                    | Sawa-haini              | awa:hini'                                                  | /                                   | /                                 | /                                              |
| 3  | /                           | Waho-erha               | /                                                          | Wahúkḣá 'Hill in Water'             | /                                 | /                                              |
| 4  | /                           | Awahaux                 | Awaho 'People Who Came Out of Ground Last and Left Behind' | Awáhu 'Abandoned'                   | Awáhu 'Left Behind'               | Awáhu 'Left Behind'                            |
| 5  | /                           | Toucatacaux             | Tuchkataku 'Village Upon the Prairie'                      | Itukátaku 'Village at foot of hill' | Tukatuk 'Village at foot of hill' | tUhka:tákUx 'Village against a hill'           |
| 6  | Turucatuqu                  | Touno-catacaux          | /                                                          | /                                   | /                                 | /                                              |
| 7  | Naucat                      | Laocata                 | Rahokata                                                   | Nhukát 'River-bank'                 | Hokát 'Stake at the shore         | NAhu:ká:tA 'By the Water'                      |
| 8  | /                           | Tchinantacaux           | Chiriruttaku 'An Opening Up on a Tree'                     | Chinhnataku 'Ash on Hilltop'        | Tšinina' ták' Ash Woods           | čiNIhnahtákUx 'Ash Tree on a Hill'             |
| 9  | Tucastinao                  | Toucoustahane           | Tuchkatstaharu Village on Buffalo Grass Land               | Itukstánu Turf Village              | Tukstánu Sod'house village        | tUhkAsthánu' Buffalo Sod Village               |
| 10 | Acarica                     | Narh-karicas            | Nakariek 'Horn on Tree'                                    | Primjer                             | Nakarik'                          | na:karíkA (haikaríkA) Tree Branch Sticking Out |
| 11 | /                           | /                       | Hokawirat 'From the East'                                  | Hukawidhát 'East'                   | Hukáwirat 'East'                  | hu:ka:wirát 'Eastern'                          |
| 12 | /                           | /                       | /                                                          | Wadhíḣka                            | Waríhka 'Horn log'                | warihká'                                       |
| 13 | /                           | /                       | /                                                          | Shitinishapisht                     | Nišapst 'Broken Arrow'            | Šitini:šápIt' 'They Broke the Arrow'           |
| 14 | /                           | /                       | /                                                          | /                                   | Wítauh Long-hair People           | wi:ta'ú:xU Long Haired Man                     |
| 15 | /                           | /                       | /                                                          | /                                   | Nakanústš' 'Small Cherries'       | /                                              |
| 16 | /                           | /                       | /                                                          | /                                   | Sciriháuḻḣ 'Coyote Fat'           | /                                              |
| 17 | Alicara                     | /                       | /                                                          | /                                   | /                                 | /                                              |

## Sela
Rani izvori spominju sljedeće nazive: Hachepiriinu, Hia, Kaka, Lahoocat, Okos, Paushuk i Sukhutit.

## Etnografija
Arikara bijahu polusjedilačko prerijsko pleme za koje arheologija tvrdi da su naseljeni uz dolinu Missourija najmanje od 14. stoljeća. Njihova sela sastojala su se od polupodzemnih nastambi prekrivenih zemljom. Zimi bi odlazili u lov na bizone vraćajući se u proljeće kući zbog sadnje. Arikare su bili prvenstveno farmeri, koji su uzgajali kukuruz, grah, bundeve, duhan, lubenice, suncokret i drugo. Obradiva zemlja vlasništvo obiteljskih grupa, i na njima su radile žene. U obradi tla, Arikara-žene služile su se štapovima za kopanje učinjenih od bizonovih ili jelenjih rebara i nasađenih na dugi štap i dobro stegnuto uzicama. Svojim poljoprivrednim proizvodima Arikare su trgovali s Teton Siouxima, od kojih su se snabdijevali drugom trgovačkom robom koje nisu imali. -Matrilinearnost je ženi davala visoki status u društvu a poznavali su i avunkulat i sororalnu poliginiju ili sororat.

## Povijest
U desetom mjesecu 1804. godine ekspedicija Lewisa & Clarka dolazi u kontakt s Arikarama i ostaje s njima pet dana. Po podacima članova ekspedicije muškarci su na sebi nosili bizonove ortače, leggingse i mokasine. Mnogi imahu tada i puške koje su dobili putem trgovine. Uskoro su Arikare postali smetnja koji su se kretali uz Missouri. Ovo dovodi do rata s trgovcima što je rezultiralo 1823. godine prvom intervencijom američke vojske protiv prerijskih plemena. Arikare neće još dugo provoditi slobodan život na preriji. Godine 1851. u Fort Laramieu utemeljen je rezervatvat za tri plemena s gornjeg Missourija, njih Mandane i Hidatse. Arikare su izgubili mnogo od svoje populacije u epidemija za vrijeme Euro-Američkig osvajanja. Većina pripadnika identificira se sa starom bandom Awahu. Kraj u kojem danas žive na rezervatu s Mandanima i Hidatsama, nalazi se u distriktu White Shield. Godišnje održavaju powwow svečanosti na kojima pjevači društva ' Dead Grass Society ' pjevaju svoje pjesme, koje su dio njihove tradicije (  Arhivirana inačica izvorne stranice od 6. svibnja 2007. (Wayback Machine)). SIL (1977) navodi da Arikare broje oko 1,000 osoba. Podaci Joshua Projecta (2005) srezao im je broj na svega 200 .

## Vanjske poveznice
- Three Affiliated Tribes Of Fort Berthold
- Arikara Indian Tribe History  Arhivirana inačica izvorne stranice od 25. studenoga 2005. (Wayback Machine)
- Arikara (Sahnish)  Arhivirana inačica izvorne stranice od 11. veljače 2006. (Wayback Machine)
- Foto galerija